# Tyrannochthonius bispinosus
Espèce
Synonymes
- Paraliochthonius bispinosus Beier, 1974

Tyrannochthonius bispinosus est une espèce de pseudoscorpions de la famille des Chthoniidae.

## Distribution
Cette espèce est endémique d'Inde.

## Description
Tyrannochthonius bispinosus mesure de 0,75 à 1,2 mm.

## Publication originale
- Beier, 1974 : Pseudoscorpione aus Sudindien des Naturhistorischen Museums in Genf. Revue Suisse de Zoologie, vol. 81, no 4, p. 999-1017 (texte intégral).